# 자페 은도람
자페 은도람(Japhet N'Doram, 1966년 2월 27일, 차드 은자메나)은 차드의 옛 축구 선수로, 포지션은 공격수였으며, 선수 시절 별명은 The Wizard(마법사)였다.
그는 자국의 프로 팀 은자메나에서 선수 생활을 시작했다. 하지만 은자메나에서 뛴 시간은 단 1년으로, 이후 3년간의 공백기간을 가졌다. 그러나 그의 능력을 인정한 사하라 아프리카의 이남 카메룬의 유명 축구 클럽인 토네르 야운데에서 다시 선수 생활을 시작하게 되었다. 그는 카메룬에서의 32경기 18골을 기록하며, 유럽 스카우트의 눈에 띄게 되어, 결국 프랑스의 축구 클럽 FC 낭트로 이적하게 된다.
그는 낭트로 이적하자마자 여러 중요한 골을 넣어, 라 보주아르 (낭트의 경기장)의 영웅 가운데 한 사람이 되었고, 이 같은 활약으로 낭트의 2000번째 골의 주인공이 되었다. 또 1995/96 챔피언스리그에선 유벤투스를 상대로 팀의 2000호골을 넣었으며, 1995년, 낭트가 프랑스 챔피언십 대회에서 메달을 수상하는데도 기여했다.
그는 선수 생활을 AS 모나코에서 보내려 했으나, 낭트와의 경기 도중 심각한 부상을 당해, 경기를 얼마 소화하지 못하고 은퇴하게 된다. 은퇴한 후, 그는 AS 모나코의 기술 스탭이 되었고, 2005년 6월 28일, 낭트 팀과 재회, 미셸 데 자카리안 (Michel Der Zakarian)과 함께 낭트의 감독이 되어 팀을 이끌었다. 현재 낭트 팀의 단장으로 일하고 있다.
또 그는 차드 축구 국가대표팀에서 36번의 경기에 출전해 13골을 기록했다

## 선수 경력
| 시즌    | 클럽                 | 경기수 | 득점수 |
| ------- | -------------------- | ------ | ------ |
| 1985-86 | 투르비용 FC 은자메나 |        |        |
| 1989-90 | 토네르 야운데        | 32     | 18     |
| 1990-91 | 낭트                 | 19     | 5      |
| 1991-92 | 낭트                 | 25     | 5      |
| 1992-93 | 낭트                 | 31     | 10     |
| 1993-94 | 낭트                 | 26     | 8      |
| 1994-95 | 낭트                 | 32     | 12     |
| 1995-96 | 낭트                 | 24     | 15     |
| 1996-97 | 낭트                 | 35     | 21     |
| 1997-98 | AS 모나코            | 13     | 1      |